# Ryan Townsend
Pour les articles homonymes, voir Townsend.
Ryan Townsend (né le 2 septembre 1985 à Manchester) est un footballeur australien. Il joue actuellement pour Mandurah City.

## Biographie
Ryan est né à Manchester, au Royaume-Uni, mais a grandi à Perth (Australie-Occidentale). Après avoir grandi en Australie, il est revenu en Angleterre ayant gagné sa place au centre de formation du Burnley FC. Ryan aurait pu rester à Burnley mais ils ne purent prolonger son contrat à cause d'une trop forte indemnité de formation demandée par l'ECU Joondalup (son club à Perth). Ryan est revenu à Perth où il a commencé à s'entraîner avant de jouer deux matchs en 2005 sous un contrat à court terme. Ryan a alors joint la ville de Wanneroo dans la ligue occidentale australienne, avant qu'il lui ait été offert un contrat à plein temps avec Perth Glory à la place de Daniel Vasilevski pour la saison 2006-07. Il a été libéré 4 matchs avant la fin de la saison puis est parti jouer en Indonésie avec Mandurah City en 2008.